# 九条良平
九条 良平（くじょう よしひら）は、鎌倉時代前期の公卿。関白・九条兼実の三男。兄・九条良経の養子。官位は従一位､太政大臣。醍醐太政大臣と呼ばれる。

## 経歴
以下、『公卿補任』及び『尊卑文脈』の内容に従って記述する。
- 正治2年（1200年）12月20日、従五位上に叙せられる[1]。同月28日、侍従に任ぜられる。
- 建仁元年（1201年）1月6日、正五位下に昇叙[2]。同月29日、左少将に任ぜられる。
- 建仁2年（1202年）1月22日、土佐権介を兼ねる。同年閏10月24日、左中将に転任し、春宮権亮を兼ねる。
- 建仁3年（1203年）1月5日、従四位下に昇叙。同年10月24日、従四位上に昇叙。同年12月8日、正四位下に昇叙[3]。
- 元久元年（1204年）3月6日、参議に任ぜられる。左中将は元の如し。同年4月12日、従三位に昇叙。
- 元久2年（1205年）1月29日、備後権守を兼ねる。
- 建永元年（1206年）1月16日、正三位に昇叙。同年4月25日、復任[4]。
- 承元元年（1207年）6月26日、復任[5]。
- 承元2年（1208年）1月5日、従二位に昇叙。同年7月9日、権中納言に転任。同月19日、勅授帯剣を許される。同年8月8日、皇后宮権大夫を兼ねる。同年10月14日、正二位に昇叙[6]。
- 承元3年（1209年）4月25日、皇后宮権大夫を止める[7]。
- 建暦元年（1211年）1月18日、権大納言に転任。
- 建保元年（1213年）12月13日、母の喪に服す。
- 承久3年（1221年）閏10月10日、大納言に転正。
- 元仁元年（1224年）12月25日、内大臣に転任。
- 嘉禄2年（1226年）白馬踏歌の内弁を務める。
- 安貞元年（1227年）4月9日、左大臣に転任。
- 寛喜2年（1230年）10月25日、左大将を兼ねる。同年12月25日、左馬寮御監。
- 寛喜3年（1231年）4月18日、上表[8]し、左大臣左大将を辞した。息男高実を権大納言に申任す。
- 嘉禎4年（1238年）7月2日、内蔵頭信盛を使いとして太政大臣に任ずべしと仰せが伝えられる。7月20日、太政大臣に任ぜられ同日に従一位昇叙。
- 暦仁2年（1239年）1月19日、病により出家。
- 延応2年（1240年）3月17日、播磨国にて薨去。享年57。醍醐太政大臣と号す。

## 修理職の統括者
遠藤珠紀氏の指摘によれば、修理職では長官である修理大夫とは別の統括者が存在し「職務」と称されていたという。そして寛喜年中に修理職を拝領していた良平は、安貞元年（1227年）10月に三条基定を修理大夫に推挙しているとある。つまり良平は修理職の統括者である知行者（「職務」）として実質的な支配権を有していたのである。

## 系譜
- 父：九条兼実
- 母：修理大夫藤原頼輔女
- 養父：九条良経
- 妻：藤原範光女
  - 男子：藤原高実
- 左京大夫兼教女
  - 男子：最源 - 天台座主第90世
- 生母不明の子女
  - 女子：小倉公雄室
  - 男子：教房
  - 男子：良輝
  - 男子：良頼